# 吳公達
吳公達（1348年—1407年），字致中，浙江省處州府麗水縣人，儒籍，治《詩經》，年二十四歲中式洪武四年辛亥科第一甲第三名進士。二月初十日生，曾祖吳艮之，宋迪功郎；祖吳繼祖；父吳世德，元鄉貢進士；母劉氏。具慶下，妻李氏。中式第二十九名舉人，會試中式第一百十五名。授戶部主事。官至刑部尚书。清雍正《浙江通志》卷二百四十尚載有其墓。